# Ophiorrhiza longirepens
Ophiorrhiza longirepens är en måreväxtart som beskrevs av Henry Nicholas Ridley. Ophiorrhiza longirepens ingår i släktet Ophiorrhiza och familjen måreväxter. Inga underarter finns listade i Catalogue of Life.